# Rakowice (województwo pomorskie)
Rakowice (potocznie Mały Rakowiec, dawniej: niem. Klein Krebs) – wieś w Polsce położona w województwie pomorskim, w powiecie kwidzyńskim, w gminie Kwidzyn.
W latach 1975–1998 miejscowość położona była w województwie elbląskim.

## Zabytki
- kościół par. pw. św. Antoniego, 2 p. XIV, XV, XVIII-XIX, nr rej.: A-836 z 24.04.1975
- plebania, pocz. XIX, nr rej.: A-836 z 24.04.1975
- Dwór myśliwski w Rakowcu, nr rej.: A-924 z 24.08.1978[3].